# Satres
Satres (in greco Σάτρες?, in bulgaro: Sinikovo, Синиково) è una ex comunità della Grecia nella periferia della Macedonia orientale e Tracia di 779 abitanti secondo i dati del censimento 2001.
È stata soppressa a seguito della riforma amministrativa detta Programma Callicrate in vigore dal gennaio 2011 ed è ora compresa nel comune di Myki.